# Christo Steyn
Christo Steyn (nacido el 1 de mayo de 1961) es un tenista profesional sudafricano. Su mejor ranking individual fue el Nº42 alcanzado el 18 de agosto de 1986.